# Campylostemon laurentii
Campylostemon laurentii là một loài thực vật có hoa trong họ Dây gối. Loài này được De Wild. mô tả khoa học đầu tiên năm 1906.